# Akim Philippovitch Wolkenstein
Akim Philippovitch (Khaïm Govshiyovitch ou Falkovitch) Wolkenstein (en russe : Аким Филиппович (Хайм Фалкович) Волькенштейн, né en 1843 à Berdytchiv et probablement mort en 1916), père de Fédor Akimovitch Wolkenstein, est médecin militaire de l'Empire russe, héros de la guerre russo-turque de 1877-1878. Il est issu d'une famille de Juifs de Galicie, les Wolkenstein. Il obtient la noblesse héréditaire en 1897.

## Biographie
Akim Philippovitch Wolkenstein naît en 1843 à Berdytchiv ; durant sa jeunesse il portera un prénom hébraïque et le patronyme hébraïsé, Khaïm Govshiyovitch. Son père Govshiya Falik Wolkenstein est marchand de la troisième guilde et gestionnaire de domaine pour l'aristocratie polonaise. Falik est un maskil et souhaite donner une éducation à ses fils dans le contexte de l'antisémitisme de l'Empire Russe. Akim Philippovitch Wolkenstein avait deux frères, Ossip Philippovitch Wolkenstein, qui sera un homme d'affaires et politique de Rostov-sur-le-Don, Emmanuel Philippovitch dont on sait peu de choses mais dont on retrouve la trace comme marchand à Kichinev en 1870. Il avait également deux demi-frères Lev Philippovitch et Mikhaïl Philippovitch Wolkenstein deux avocats russes ayant fait respectivement leur carrière à Rostov-sur-le-Don et à Saint-Pétersbourg.
Après la guerre de Crimée en 1856, où la Russie est vaincue par la France, le Royaume-Uni et l’Empire ottoman, de grandes réformes seront entreprises par Alexandre II. En 1863 le Statut des Universités donne à celles-ci une très large autonomie et quelques franchises (les professeurs, les doyens et les recteurs sont désormais élus par leurs pairs et non plus nommés par le ministère). Elles sont désormais ouvertes à tous les jeunes gens indépendamment de leurs origines sociales et en principe de leur religion. C'est dans ce contexte qu'Akim Philippovitch a suivi un cours de sciences médicales à l'université impériale de Saint-Vladimir et a obtenu le diplôme de docteur le 4 novembre 1869. Il entre dans l'armée en 1875; c'est en entrant dans la carrière militaire qu'il russifie son prénom et patronyme, Khaim Govshiyovitch devint Akim Philippovitch. Héros de la guerre russo-turque, il est décoré de l'ordre de Saint-Vladimir de 4e classe avec épées. En 1879, il est détaché au lazaret de Kichinev. En 1896, son fils Fédor mentionne que son père « avait perdu sa capacité de travailler dans les fonctions de médecin militaire et était dans une situation financière des plus précaires » et son frère, Mikhaïl Philippovitch Wolkenstein, rapporte qu'Akim a été contraint de démissionner des services pour cause de maladie et ne peut plus pratiquer la médecine. Il est inscrit ainsi que son fils Fédor Akimovitch dans la Troisième partie du Registre Généalogique de la Noblesse par décision du Sénat en 1897, il a donc la noblesse héréditaire. Il pratiquera la médecin libérale à Kichinev probablement de 1890 à 1916 et mourra probablement cette année-là. De 1896 à 1897 il vit rue Gostinnaïa, dans la maison de Pautynsky au no 12, de 1914 à 1916 rue Sinadinovskaïa au 32.

### Carrière militaire
Comme pour l'enseignement, le règne d'Alexandre II fut l'occasion de réformes militaires de fond consécutives à la défaite de l'Empire russe lors de la guerre de Crimée. Dmitri Milioutine en fut l'artisan. Concernant spécifiquement la place des Juifs dans l'Armée impériale, au cours de son mandat de ministre de la Guerre il fit fermer les colonies militaires dans lesquelles des garçons de douze ans (en majorité juifs) enrôlés de force étaient placés, les cantonistes. L'attitude envers les soldats juifs changea. Au lieu de mesures punitives liées à la volonté de russification, des incitations ont commencé à être appliquées : elles permirent aux soldats juifs de servir dans la Garde, d'être promus sous-officiers avec les mêmes droits que les chrétiens. La tendance même était de les promouvoir officiers, néanmoins le ministre de la Guerre Dmitri Milioutine déclara que cela « ne peut guère être accordé aux juifs ... puisqu'un soldat chrétien regardera un officier juif avec dédain, la discipline la plus stricte sera inutile dans la lutte contre les sentiments et croyances religieuses »... La charte de 1874 étendit le service militaire à tous les sujets russes de vingt et un ans - sans distinction d'État et de religion, et la durée du service dans l'armée fut réduite à six ans. C'est dans ce contexte qu'Akim Philippovitch Wolkenstein rentra dans l'armée en 1875. Au même moment, Alexandre II interdisait l'admission des Juifs dans les écoles militaires et de cadets par un ordre secret.
Akim Philippovitch Wolkenstein entre dans le service de médecine des armées le 3 août 1875. Il est affecté au 53e régiment Volynski en tant que médecin subalterne. Par ordre du médecin divisionnaire, le 20 mars 1876, il fut affecté au 55e régiment Podolsky puis au 54e Régiment de Minsk. Le 2 novembre 1876 il est affecté à la 14e division d'infanterie, formation du 56e régiment de Jytomyr à l'infirmerie divisionnaire mobile.
Il participe à la guerre russo-turque (1877-1878) sous le commandement du lieutenant-général Fiodor Radetzky. Il participe à la bataille de Chipka en Bulgarie et sera décoré pour son action héroïque du 28 décembre 1877, de l'ordre de Saint Vladimir du 4e classe avec épées (1879). Au retour des troupes d'au-delà du Danube, par ordre de l'inspecteur médical militaire du district d'Odessa № 8014, il est affecté à l'infirmerie militaire régulière de Kichinev le 27 septembre 1879. Il est détaché du régiment d'Infanterie de Kishenev comme médecin adjoint affecté à l'infirmerie le 8 décembre 1879. Le 28 septembre 1880 la bienveillance du Souverain lui est accordé pour avoir contrôlé l'épidémie de typhoïde dans les troupes de l'armée de la guerre russo-turque. Son dernier grade est celui de médecin adjoint du 4e bataillon de ligne du Turkestan. Son salaire annuel en 1883 est de 762 roubles 25 kopecks. Il obtient son grade le plus élevé le 1er octobre et quitte l'uniforme pour des raisons de santé le 7 octobre 1884.
Il obtint au cours de sa carrière de nombreuses décorations. Il reçut l'ordre de Saint-Stanislas de 2e classe avec épées, l'ordre de Saint-Stanislas de 3e classe avec épées, l'ordre de Sainte-Anne de 3e classe avec épées, l'ordre de Saint-Vladimir de 4e classe avec épées (cet ordre donnait les droits à la noblesse héréditaire), la médaille d'argent à la mémoire de la guerre russo-turque de 1877–1878.

### Noblesse héréditaire
La Table des Rangs ou table des tchins est une hiérarchisation des degrés de noblesse créée le 13 janvier 1722 par un oukase de Pierre le Grand. Elle détermine précisément le degré de dignité des « serviteurs de l'État » (tchinovniki), civils ou militaires, qui sont répartis sur 14 degrés. Jusqu'en 1917, toute la société russe vit dans l'obsession du tchin.
Akim Philippovitch Wolkenstein est promu capitaine en second (9e rang) le 2 décembre 1879 puis capitaine (8e rang). Il devient lieutenant colonel le 23 mars 1880 (7e rang) et en 1882 colonel (6e rang). Le 31 octobre 1889, il est promu conseiller d'État (5e rang).
L'Ordre de Saint-Vladimir de 4e classe avec épées que reçut Akim Philippovitch eut dû lui donner les droits de la noblesse héréditaire. Ceci lui fut refusé en 1892 sous le prétexte qu'il n'avait pas de preuve de sa citoyenneté russe, plus concrètement parce qu'il était Juif.
La possibilité d'être anobli était difficile pour les Juifs. Une possibilité de rejoindre la noblesse était l'attribution du titre de « citoyen d'honneur », introduit en Russie en 1832. En même temps, le décret soulignait que l'octroi du rang approprié aux Juifs ne pouvoir avoir lieu que dans le cas où « ils apportaient des avantages exceptionnels à l'État ». Le procès de l'ancien officier de Grinkrug, chevalier de l'ordre de Saint-Vladimir, 4e classe, en relation avec le refus de son anoblissement par l'assemblée de Saint-Pétersbourg, eut un retentissement considérable. Dans un premier temps, en tenant compte des mérites militaires du plaignant, le Sénat a fait droit à sa demande, mais ensuite, sous pression du lobby antisémite influent, une réunion spéciale de la Commission du Sénat a décidé d'interdire aux nobles d'origine juive d'être inclus dans les livres généalogiques provinciaux. Ceci sera tranché en 1898.
Dans ce contexte et grâce à sa ténacité et au soutien juridique de son frère Mikhaïl Philippovitch Wolkenstein, il est approuvé dans la noblesse héréditaire par décision du Sénat et le directeur du département de l'héraldique le 24 octobre 1896 et inscrit dans la troisième partie du Registre de la Noblesse réservée aux serviteurs de l'État civils et militaires. Le 15 octobre 1897 il reçoit le certificat confirmant que son fils Fédor est reconnu de noblesse héréditaire avec le droit d’être inscrit dans la troisième partie du Registre généalogique de la Noblesse par la décision du Sénat le 18 septembre 1897.

### Famille
Akim Philippovitch Wolkenstein est marié à Augustina Aronovna Rabinovitch, fille d'un marchand. Il aura deux enfants, Olga Akimovna née le 27 février 1875, chroniqueuse et journaliste, et Fédor Akimovitch né le 3 juillet 1876, juriste, avocat et chroniqueur.